# Tamo
Tamo är en ort i Mexiko.   Den ligger i kommunen La Huacana och delstaten Michoacán de Ocampo, i den södra delen av landet, 300 km väster om huvudstaden Mexico City. Tamo ligger 180 meter över havet och antalet invånare är 104. Den ligger vid sjön Presa Adolfo López Mateos.
Terrängen runt Tamo är kuperad åt nordväst, men åt sydost är den platt. Runt Tamo är det glesbefolkat, med 16 invånare per kvadratkilometer. Närmaste större samhälle är Bellas Fuentes, 9,9 km väster om Tamo. I omgivningarna runt Tamo växer huvudsakligen savannskog.